# Teramulus kieneri
Teramulus kieneri is een  straalvinnige vissensoort uit de familie van koornaarvissen (Atherinidae). De wetenschappelijke naam van de soort is voor het eerst geldig gepubliceerd in 1965 door Smith.
De soort staat op de Rode Lijst van de IUCN als Onzeker, beoordelingsjaar 2004.